# Den ideelle hustru
Den ideelle hustru er en amerikansk stumfilm fra 1919 af Harry Beaumont.

## Medvirkende
- Tom Moore som Algy
- Naomi Childers
- Leslie Stuart som Jethroe
- Frank Leigh som Marquis
- William Burgess som Brabazon Tudway